# Томаш Ян Батя
Томаш Ян Батя (17 вересня 1914 , Прага, Цислейтанія  — 1 вересня 2008 , Торонто ) — чесько-канадський бізнесмен, син Томаша Баті, засновника Взуттєвої компанії Баті.

## Життєпис
Навчався на шевця у Зліні. Потім почав навчання в Академії бізнесу в Угерському Градішті. У 1939 році виїхав до США, пізніше до Канади. З 1948 до 1980-х років керував організацією Bata Shoe Organization у Торонто, Канада, з більш ніж сотнею заводів у десятках країн світу. Провадив численні судові процеси щодо майна родини Батя.
Мав сина і трьох дочок. Дружина, Соня Батя, уроджена Веттштайн — засновниця Музею взуття Баті в Торонто. Син англ. Thomas George Bata (1949), доньки — англ. Christine Schmidt-Bata (1953), англ. Monica Pignal-Bata (1955) та англ. Rosemarie Blyth-Bata (1960).

## Нагороди
1972 року, був нагороджений, другою за значенням, канадською нагородою — Орден Канади, рангу Companion (CC). У 1991 році став кавалером чехословацького ордена Т. Масарика 2-го ступеня.